# El cigne negre
El cigne negre (títol original en anglès Black Swan) és una pel·lícula nord-americana de suspens psicològic dirigida l'any 2010 per Darren Aronofsky. És protagonitzada per Natalie Portman, Vincent Cassel, Mila Kunis i Winona Ryder. Natalie Portman va guanyar l'Oscar, el Globus d'Or i el premi de l'Associació de Crítics i Guionistes nord-americans per la seva actuació en aquest film. A més a més, la pel·lícula va obtenir nominacions als BAFTA, als Globus d'Or i als premis Oscar en la categoria de millor pel·lícula. Està doblada al català.
Aronofsky va concebre la premissa en connectar la seva visió d'El llac dels cignes amb un guió incomplet sobre actors reemplaçants i la noció de ser assetjat per un doble. El director també va considerar El cigne negre com una peça acompanyant del seu film anterior El lluitador. Portman i Aronofsky van discutir el projecte per primera vegada l'any 2000 i després d'un curt compromís amb Universal Studios, El cigne negre va ser produïda a Nova York el 2009 sota Fox Searchlight Pictures. Portman i Kunis van tenir entrenament de ballet durant mesos. Figures notables del món de la dansa van participar en la producció de la presentació del ballet. La cinta es va presentar com l'obertura del 67è Festival Internacional de Cinema de Venècia l'1 de setembre de 2010. La pel·lícula va tenir un llançament limitat l'1 de desembre del 2010.

## Argument
La Nina (Natalie Portman), és una ballarina d'una companyia de ballet de la ciutat de Nova York. La Nina viu amb la seva mare, Erica (Barbara Hershey), una ballarina ja retirada. Quan el director artístic Thomas Leroy (Vincent Cassel) decideix substituir la prima ballerina Beth Macintyre (Winona Ryder) en la nova producció de la temporada, El llac dels cignes, la Nina és la seva primera elecció. Però la Nina té competència: una nova ballarina, Lily (Mila Kunis), que també ha impressionat a Leroy. El llac dels cignes requereix una ballarina que pugui interpretar tant al Cigne Blanc, la bonica, dolça i encantadora princesa Odette amb innocència i elegància, com al Cigne Negre, la malvada bruixa Odile, que representa l'astúcia i la sensualitat. Nina s'adequa perfectament al paper del Cigne Blanc, però Lily és l'absoluta personificació del Cigne Negre, la malvada bruixa Odile. La rivalitat entre les dues ballarines, la Lily i la Nina, va transformant-se en alguna cosa més que una encrespada relació, la Nina comença a connectar amb el seu costat més fosc, amb una temeritat tal que amenaça destruir-la.

## Repartiment
Darren Aronofsky va parlar amb Natalie Portman sobre la possibilitat d'una pel·lícula sobre ballet l'any 2000 i es va trobar que ella estava interessada a interpretar el paper de ballarina. Portman va explicar: «Estic intentant trobar papers que demanin més adultesa de la meva part perquè et pots quedar aturada en un horrible estereotip com una bonica dona en el cinema, especialment sent una persona tan petita.» Ella també va presentar a Aronofsky i Kunis, a qui coneixia des de la pel·lícula de 2008 Forgetting Sarah Marshall. Mila Kunis va comparar Lily amb Nina, «el meu personatge és molt solt... No és tan bona tècnicament com el personatge de la Natalie Portman, però té més passió, naturalment. Això és el que li falta a la Nina.» Els personatges femenins són dirigits a El llac dels cignes per Thomas Leroy, interpretat per Vincent Cassel. Ell va comparar el seu personatge amb George Balanchine, qui va co-fundar el Ballet de la Ciutat de Nova York i era «un obsessiu del control, un veritable artista usant la sexualitat per dirigir als seus ballarins».
Natalie Portman i Mila Kunis van començar un entrenament de sis mesos abans de començar a filmar per tal de donar una imatge física de ballarines. Natalie Portman feia cinc hores diàries de ballet, exercici físic i natació. Uns mesos abans del rodatge va començar entrenament coreogràfic. Mila Kunis va fer el mateix amb exercicis aeròbics i Pilates. Va dir, »Vaig fer ballet quan era nena com qualsevol ho fa. Utilitzes un tutú i puges a escena lluint molt bonica i simpàtica. Però això és molt diferent perquè no pots simular-ho. No pots simplement aturar-te allà i fer veure que saps el que fas. Tot el teu cos ha de tenir una estructura diferent.« Georgina Parkinson, una professora de ballet de l'American ballet Theatre, va entrenar als actors en aquesta disciplina. Per a escenes específiques, les ballarines professionals de l'American ballet Theatre Sarah Lane i Maria Riccetto van ser les dobles de ball de Natalie Portman i Mila Kunis respectivament. Aronofsky digué respecte a l'actuació de Portman, durant la filmació, que «va ser capaç d'aconseguir-ho. Excepte les preses en què havia d'estar en puntes molta estona, sempre és ella a la pantalla. No vaig fer servir gaire la seva doble.»
Benjamin Millepied, un ballarí principal del New York City Ballet, va debutar a El cigne negre com a actor i com coreògraf. A més de les interpretacions de solista, membres del Pennsylvania Ballet van ser elegits com a cos de ball. També apareixen Kristina Anapau, Toby Hemingway, Sebastian Stan i Janet Montgomery.
| Intèrpret       | Personatge   |
| --------------- | ------------ |
| Natalie Portman | Nina         |
| Winona Ryder    | Beth         |
| Mila Kunis      | Lilly        |
| Vincent Cassel  | Thomas Leroy |
| Barbara Hershey | Erica        |

## Producció

### Concepció
Darren Aronofsky es va interessar en el ballet per primera vegada quan la seva germana estudiava dansa a la High School of Performing Arts a Nova York. La idea bàsica per a ell va començar quan va contractar guionistes per rearmar un guió anomenat The Understudy (L'actor suplent), que tractava sobre actors d'off-Broadway, i va explorar la noció de ser assetjat per un doble. Aronofsky va dir que el guió tenia elements dels films Tot sobre Eva de Joseph L. Mankiewicz i L'inquilí de Roman Polanski, i de la novel·la El doble, de Fiódor Dostoievski. El director també havia vist nombroses produccions d'El llac dels cignes i va connectar en el seu guió la dualitat del Cigne blanc, la bonica, dolça i encantadora princesa Odette, i el Cigne negre, la malvada bruixa Odile. En investigar per a la producció de El cigne negre es va trobar que el ballet és «un món molt aïllat» en què als ballarins «no els impressionaven les pel·lícules». No obstant això, va trobar ballarins actius i inactius que compartissin amb ell les seves experiències. A més va estar entre bastidors per veure el ballet del Teatre Bolxoi en una presentació al Lincoln Center.
Aronofsky va anomenar El cigne negre una peça companya del seu film anterior El lluitador, recordant un dels seus primerencs projectes sobre el romanç entre un lluitador i una ballarina. Eventualment va separar els dos mons en ser «massa per a una sola pel·lícula». Va comparar els dos films: «Alguns consideren la lluita com l'art més baix –si és que en diuen art– i al ballet alguns el consideren l'art més elevat. Però era sorprenent per a mi la similitud que tenen els intèrprets en cadascun d'aquests mons. Tots dos fan un ús increïble dels seus cossos per expressar-se». L'actriu Natalie Portman va comparar la naturalesa de thriller psicològic amb el film La llavor del diable (1968) de Polanski, mentre que Aronofsky va dir que Repulsió (1965) i L'Inquilí (1976), ambdues de Polanski, van ser grans influències de la cinta. Vincent Cassel també va comparar El cigne negre amb els primers treballs de Polanski i més amb els de David Cronenberg. Igualment, el film té moltes semblances amb la pel·lícula d'animació japonesa Perfect Blue de Satoshi Kon. Aronofsky va comprar els drets de la pel·lícula japonesa per poder prendre-la com a inspiració per a les seves obres, com Rèquiem per un somni.

### Desenvolupament i rodatge
Aronofsky i Portman van discutir sobre un film de ballet l'any 2000, encara que el guió encara no estava escrit. Ell li va explicar sobre l'escena d'amor entre les ballarines competidores i Portman recorda, «Vaig pensar que això era molt interessant perquè aquesta pel·lícula és, en molts sentits, una exploració de l'ego d'un artista i aquesta mena d'atracció narcisista per si mateix que és al mateix temps repulsió». En la dècada en la qual la producció esperava, ella va dir que «El fet que hagi esperat tant de temps amb aquesta idea... em va deixar madurar una mica abans de filmar.» El cigne negre va començar a desenvolupar-se l'any 2007, quan Aronofsky li va proposar alguna cosa detallada a Universal Studios després d'haver llançat La fuente de la vida', i van planejar esgotar el projecte. Quan va acabar amb El lluitador l'any 2008, li va proposar a Mark Heyman, amb qui havia treballat en el film, si podia escriure El cigne negre. El juny de 2009, Universal Studios havia posat en venda els drets generant l'atenció d'altres estudis i divisions especials, particularment amb Portman involucrada. El cigne negre va començar, llavors, a desenvolupar-se sota Protozoa Pictures i Overnight Productions, sent l'última la finançadora. El juliol de 2009, Mila Kunis va ser contractada en el paper principal de la rival de Portman.
El novembre de 2009, quan Overnight Productions ja no hi estava embolicada, Fox Searchlight Pictures va ingressar com la co-finançadora i distribuïdora de El cigne negre. El film va obtenir l'aprovació d'un pressupost de 10-12 milions de dòlars estatunidencs i la filmació va començar a Nova York cap al final de 2009. Aronofsky va filmar El cigne negre amb pocs recursos i estil granulós perquè fos similar a El lluitador. Part del rodatge es va desenvolupar al Centre Artístic de la Universitat Estatal de Nova York, a Purchase. La banda sonora va ser composta per Clint Mansell, col·laborador durant anys d'Aronofsky, que la va armar usant elements de El llac dels cignes.

## Banda sonora
L'àlbum va marcar la cinquena col·laboració consecutiva entre Aronofsky i el compositor anglès Clint Mansell. Mansell va gravar la pel·lícula basant-se en el ballet de Txaikovski El llac dels cignes, però amb canvis radicals en la música. A causa de l'ús de la música de Txaikovski, es va considerar que la partitura no era elegible per participar en els Premis Oscar de 2010 a la Millor Partitura Original.
El violinista Tim Fain va ser presentat tant en la pantalla com en la banda sonora de Black Swan, i la pel·lícula també va presentar diverses noves peces musicals del duo de producció anglesa The Chemical Brothers, encara que no apareixen en la banda sonora oficial.
Banda sonora:
1. Nina's Dream [2:48]
2. Mother Me [1:06]
3. The New Season [2:39]
4. A Room of Her Own [1:56]
5. A New Swan Queen [3:28]
6. Lose Yourself [2:08]
7. Cruel Mistress [3:29]
8. Power, Seduction, Cries [1:42]
9. The Double [2:20]
10. Opposites Attract [3:45]
11. Night of Terror [8:01]
12. Stumbled Beginnings... [3:51]
13. It's My Time [1:30]
14. A Swan Is Born [1:38]
15. Perfection [5:45]
16. A Swan Song (For Nina) [6:23]

## Llançament
El cigne negre es va estrenar en l'obertura del 67è Festival Internacional de Cinema de Venècia, l'1 de setembre de 2010. Va rebre una ovació dempeus que, segons la revista Variety, va ser «una de les més fortes de les que es recorden a Venècia». El director artístic del festival, Marc Mueller, havia triat El cigne negre per sobre The American (protagonitzada per George Clooney) com film d'obertura dient, «era la millor opció ... Clooney és un meravellós actor i sempre serà benvingut a Venècia. Però va ser tan simple com això». El cigne negre es va exhibir en la competència i és el tercer film consecutiu d'Aronofsky al festival, després de La font de la vida i El lluitador. A més, El cigne negre va ser una de les set cintes nominades per al premi Queer Lion, que es lliura al millor film amb «temàtica i cultura homosexuals.
El cigne negre va ser presentada com a avançament al Festival de Cinema de Telluride, Colorado, el 5 de setembre de 2010. També va tenir una projecció de gala al 35è Festival Internacional de Cinema de Toronto més tard aquell mateix mes. L'octubre de 2010, El cigne negre formarà part de la selecció per al Festival de Cinema de Nova Orleans. Durant el mateix mes el film serà projectat al Festival de Cinema d'Austin.
La pel·lícula tindrà un llançament limitat en ciutats selectes dels Estats Units i el Canadà el 1r de desembre de 2010. Farà el mateix al Regne Unit l'11 de febrer de 2011. D'acord amb el diari The Independent, el film és un dels més esperats de finals de 2010. El va comparar amb la cinta de ballet de 1948 Les sabatilles vermelles en tenir una qualitat aclaparadora «d'una ballarina consumida pels seus desitjos de ballar».

## Resposta de la crítica
A Rotten Tomatoes posseeix un 87% d'acceptació per part dels crítics, basat en 266 comentaris, mentre a Metacritic, la seva aprovació arriba al 79%, basat en 42 comentaris. Entertainment Weekly va escriure, basant-se en les crítiques de la projecció al Festival de Venècia, «El cigne negre ja és una de les pel·lícules de l'any que més causarà amor / odi». Reuters va descriure la primerenca resposta al film com altament positiva i l'actuació de Portman va ser molt elogiada.
Mike Goodridge, de Screen Daily, va dir que El cigne negre era «alternativament pertorbadora i excitant» i la va descriure com un híbrid entre The Turning Point i les pel·lícules de Polanski Repulsió i La llavor del diable. Goodridge va qualificar l'actuació de Portman, «Ella és captivadora com Nina... Captura la confusió d'una joveneta reprimida en ser llençada a un món de perills i temptacions, amb una veracitat esgarrifosa». El crític també va elogiar Cassel, Kunis i Hershey en els seus rols secundaris, particularment comparant Hershey amb Ruth Gordon en el paper de la mare gelosa i desesperada. Goodridge va lloar la fotografia de Libatique en les escenes de dansa i en les psicològicament alteradores: «És un viatge psicològic hipnòtic que s'alça a llocs gloriosos amb l'intent de Nina per donar una performance perfecta.
Kirk Honeycutt, de The Hollywood Reporter, va tenir menys elogis per al film. Va escriure, «El cigne negre és un instantani plaer, bellament filmada, una pel·lícula visualment complexa: la part dolenta és justament allò que la fa bona. L'espectador pot lloar la fina audàcia de barrejar malalties mentals amb el desgast del rigor físic i mental del ballet, però les seves morboses imatges i l'agressiva competència entre dues ballarines rivals són bastant irresistibles». Honeycutt va comentar sobre la sumptuosa coreografia de Millepied i l'agut i teixit treball de càmera de Libatique. El crític va dir de la barreja temàtica, «Aronofsky mai aconsegueix maridar els elements del gènere al món del ballet... La dinàmica de cigne blanc / cigne negre gairebé funciona, però el sense sentit de pel·lícula de terror ho arrossega tot al pou del ridícul.

## Controvèrsies

### Disseny de vestuari
El diari The Independent va suggerir que els vestits havien estat creats per Kate i Laura Mulleavy de Rodarte. Westcott va desafiar aquesta opinió i va declarar que en total només set vestits, entre ells el cigne blanc i negre, havien estat creats en col·laboració entre Rodarte, Westcott i Aronofsky. A més, els vestits del ballet de cos van ser dissenyats per Zack Brown (per l'American Ballet Theatre), i lleugerament adaptats per Westcott i el seu departament de disseny de vestuari. Westcott va dir: «La polèmica és una paraula massa elogiosa per a dues persones que usen els seus considerables recursos publicitaris per queixar-se en veu alta del seu crèdit, un cop que s'adonen que és una bona pel·lícula».

### Ballarina que la doble
Sarah Lane, la ballarina que va exercir com a doble de Natalie Portman, treu importància a l'Oscar de l'actriu perquè diu que tan sols el 5% de les escenes de ball eren de Portman: «És impossible que en un any s'aprengui el que jo vaig fer durant vint-i-un». S'especula que aquestes declaracions de Lane no són més que per captar atenció mediàtica, i el director de la pel·lícula, Darren Aronofsky, no només defensa Natalie Portman, sinó també aporta proves palpables: va comptar les vegades que l'actriu es veu ballant a la pel·lícula. Al final, la seva conclusió és que l'actriu va fer entre el 80 i el 90 per cent de les rutines de ball, i la resta, els moviments més complicats, van ser realitzats per Lane. «Aquesta és la realitat. Vaig demanar al meu editor que comptés les preses. Hi ha 139 preses de ball a la pel·lícula; 111 són només de Natalie Portman; 28 són el seu doble de ball Sarah Lane. Si fas un càlcul, el 80% és de Natalie Portman», diu Aronofsky en una declaració per EW. «Pel que fa a la durada: les preses que compten amb la doble són preses àmplies i poques vegades apareixen més d'un segon. Hi ha dues seqüències més llargues de ball complex en què reemplacem la cara. Tot i això, des del punt de vista de la durada, més del 90% del temps era Natalie Portman», explica.
El director també contradiu les afirmacions de Lane, que diu que Natalie Portman no era una ballarina perquè ella no podia ballar amb les sabates de punta. «Estic responent a això per aclarir les coses i defensar la meva actriu. Natalie va fer moltíssims esforços per oferir una interpretació espectacular, tant des del punt de vista emocional com físic. I vull que ningú pensi que no és ella a qui estan veient. A més, les escenes dramàtiques i de suspens amb l'estil, tendresa, pànic, tristesa i interpretació de Natalie, van ser les que van donar origen a la nominació i impacte de la pel·lícula, no tant les escenes de ball, ja que no va ser la doble qui va haver de besar a una altra dona, ni enfrontar-se al dilema de ser reemplaçada, dominada per la seva mare i tots aquests dilemes que el personatge requeria, aquesta màgia no podia donar-la més que la talentosa Natalie Portman, només recordin el paper en el Professional, els seus gestos i bellesa són els que captiven el públic. És ella», afegeix.

## Premis i nominacions
Diversos són els premis que va recollir aquesta cinta, sobretot en les categories més importants del cinema com les de millor pel·lícula, millor director i millor actriu. Destaquen entre tots:

### Premis Oscar
| Any  | Categoria         | Receptor/s        | Resultat   |
| ---- | ----------------- | ----------------- | ---------- |
| 2010 | Millor pel·lícula |                   | Candidata  |
| 2010 | Millor director   | Darren Aronofsky  | Candidat   |
| 2010 | Millor actriu     | Natalie Portman   | Guanyadora |
| 2010 | Millor fotografia | Matthew Libatique | Candidat   |
| 2010 | Millor muntatge   | Andrew Weisblum   | Candidat   |

### Premis Globus d'Or
| Any  | Categoria                   | Receptor/s       | Resultat   |
| ---- | --------------------------- | ---------------- | ---------- |
| 2010 | Millor pel·lícula dramàtica |                  | Candidata  |
| 2010 | Millor director             | Darren Aronofsky | Candidat   |
| 2010 | Millor actriu dramàtica     | Natalie Portman  | Guanyadora |
| 2010 | Millor actriu secundària    | Mila Kunis       | Candidata  |

### Premis BAFTA
| Any  | Categoria                        | Receptor/s                                | Resultat   |
| ---- | -------------------------------- | ----------------------------------------- | ---------- |
| 2010 | Millor pel·lícula                |                                           | Candidata  |
| 2010 | Millor director                  | Darren Aronofsky                          | Candidat   |
| 2010 | Millor actriu                    | Natalie Portman                           | Guanyadora |
| 2010 | Millor actriu secundària         | Barbara Hershey                           | Candidata  |
| 2010 | Millor guió original             | Mark Heyman Andrés Heinz John McLaughlin  | Candidats  |
| 2010 | Millor fotografia                | Matthew Libatique                         | Candidat   |
| 2010 | Millor muntatge                  | Andrew Weisblum                           | Candidat   |
| 2010 | Millor disseny de producció      | Therese DePrez Tora Peterson              | Candidates |
| 2010 | Millor vestuari                  | Amy Westcott                              | Candidata  |
| 2010 | Millor so                        | Ken Ishii Craig Henighan Dominick Tavella | Candidats  |
| 2010 | Millors efectes visuals          | Dan Schrecker                             | Candidat   |
| 2010 | Millor maquillatge i perruqueria | Judy Chin Geordie Sheffer                 | Candidates |

### Festival Internacional de Cinema de Venècia
| Any  | Categoria                          | Receptor/s | Resultat   |
| ---- | ---------------------------------- | ---------- | ---------- |
| 2010 | Lleó d'Or per la millor pel·lícula |            | Candidata  |
| 2010 | Premi Marcello Mastroianni         | Mila Kunis | Guanyadora |
| 2010 | Lleó Queer                         |            | Candidat   |